# Christoph Rodiek
Christoph Rodiek (* 8. September 1947 in Staßfurt) ist ein deutscher Romanist und Literaturwissenschaftler.

## Leben
Ab 1968 studierte er Romanistik (Spanisch, Französisch, Portugiesisch) und Germanistik an den Universitäten Mainz, Salamanca und Reims. Bis 2012 lehrte er als Professor für Literaturwissenschaft Spanien/Lateinamerika unter Berücksichtigung der Komparatistik in Dresden. Seine Forschungsschwerpunkte liegen im Bereich der spanischen Literatur der letzten beiden Jahrhunderte (Lorca, Cela, relato breve, el Madrid postcostumbrista).

## Schriften (Auswahl)
- Literarästhetische Wertung bei Menéndez Pelayo. Ein Beitrag zu den Grundlagen seiner Literaturkritik. Meisenheim 1977, ISBN 3-445-01509-0.
- Sujet – Kontext – Gattung. Die internationale Cid Rezeption. Berlin 1990, ISBN 3-11-012217-0.
  - La recepción internacional del Cid. Argumento recurrente contexto género. Madrid 1995, ISBN 84-249-1686-9.
- Erfundene Vergangenheit. Kontrafaktische Geschichtsdarstellung (Uchronie) in der Literatur. Frankfurt 1997, ISBN 3-465-02968-2.
- Del cuento al relato híbrido. En torno a la narrativa breve de Camilo José Cela. Madrid 2008, ISBN 978-3-86527-443-4.